# Club Francés de Buenos Aires
Le Club Francés de Buenos Aires est un cercle d'amitié franco-argentin, situé dans le quartier de Recoleta à Buenos Aires, où se trouve aussi l'ambassade de France en Argentine.

## Histoire
Créé le 20 mai 1866 pour développer l'amitié et les relations culturelles entre les nombreux émigrés français et les Argentins francophiles, le club s'installe d'abord au Café Malakoff, près du siège du gouvernement argentin. En 1910, c’est à l’initiative du président du club français qu’un monument est érigé à Buenos Aires en hommage aux services rendus au pays par Jacques de Liniers,.
Parmi ses membres, on trouve Ulderic Courtois, architecte de la basilique Notre-Dame de Luján, le Dr François Simon, créateur de l'Alliance française de Buenos Aires, le Dr Joseph Linières président de l'Académie nationale de médecine, l'architecte paysagiste Charles Thays, directeur des parcs et jardins de la ville de Buenos Ayres, créateur du Jardin Botánico Carlos Thays et des jardins du quartier de Palermo, Paul Groussac, directeur de la Bibliothèque nationale de la République argentine de 1885 à 1929.

## Activités
Le Club Francés organise des conférences auxquelles participent de nombreux écrivains, artistes et savants tels que Jorge Luis Borges, Octavio Paz, Luis Federico Leloir, Luisa Mercedes Levinson, Henri Laborit, Mario  Vargas Llosa, Victoria Ocampo, Adolfo Bioy Casares.
À l'occasion du centenaire de la Révolution française de 1789, le Club Francés reçoit Carlos Pellegrini, vice-président le la République argentine, qui devient quelques mois plus tard le président de la Nation. Pour le centenaire de l'Indépendance, il accueille José Figueroa Alcorta, président de la Nation, accompagné de ses ministres et des ambassadeurs. Il reçoit aussi à cette occasion Anatole France, prix Nobel, et Vicente Blasco Ibáñez.
Le Club Francés développe la pratique de l'escrime. Il charge en 1966 le champion olympique Edward Gardère de créer une salle d'armes qu'il dirigera jusqu'à sa mort en 1997.
Les visiteurs français célèbres de passage en Argentine rendent visite au Club, tels que Georges Clemenceau, Adrienne Bolland, Jean Mermoz, Antoine de Saint-Exupéry, André Malraux, l'abbé Pierre, ou des visiteurs étrangers comme le prince de Galles, futur roi Édouard VIII.
En 1941, le Club Francés achète l'immeuble de dix étages du 1932 Rodriguez Peña, qu'il occupe toujours. Le rez-de-chaussée et le premier étage comprennent des salles à manger, des salons et des bars. Des appartements sont mis à la disposition des membres et de leurs invités. À l'entrée, deux tableaux donnent les noms de personnalités argentines, espagnoles et françaises qui ont fréquenté le Club. Des plaques de bronze commémorent des évènements ou le passage de visiteurs célèbres. Le bar anglais du rez-de-chaussée est orné de la devise Liberté, Égalité, Fraternité et d'un tableau représentant Napoléon à la bataille de Wagram. Dans le grand salon, on voit un tableau représentant le maréchal Foch à la tête du défilé de la Victoire le 14 juillet 1919, le buste de Madame Récamier par Houdon et une Marianne en marbre par Joseph Carlier. Les appartements sont décorés de meubles anciens et de gravures françaises. L'immeuble a été restauré en 2011 et le restaurant et le bar du rez-de-chaussée ainsi que la plupart des appartements ont été ouverts au public, sous le nom d'Hotel Club Francés. La dernière plaque commémorative a été posée en 2014 pour la célébration du cinquantenaire de la visite d'État du général de Gaulle en Argentine en 1964,
.

## Sources
- Carlos T. Pereira Lahitte, Historia del Club Francés en su Centenario, 1866-1966, Buenos Aires, 222 p.